# Anna Bergmann (Regisseurin)
Anna Bergmann (* 1978) ist eine deutsche Theaterregisseurin. 2017 wurde sie zur Schauspieldirektorin am Badischen Staatstheater Karlsruhe ab der Spielzeit 2018/2019 ernannt. Sie ist damit die erste Frau auf dieser Position.

## Leben
Anna Bergmann wuchs in Kläden bei Stendal in der DDR auf. Sie lebt in Berlin.

## Beruflicher Werdegang
Sie absolvierte an der Hochschule für Schauspielkunst „Ernst Busch“ Berlin eine Regieausbildung. Am Berliner Arbeiter-Theater inszenierte sie Krankheit der Jugend (mit Antje von der Ahe und Gunnar Solka), Das Käthchen von Heilbronn (mit Dorothea Arnold, Mareile Moeller und Marc Benjamin Puch), Tom Lanoyes Mamma Medea (mit Brigitte Zeh, Simon Böer, Elisabeth Degen, Jenny Caron) und Alkestis (mit Elisabeth Degen).
Bergmann inszenierte am Deutschen Nationaltheater Weimar Finnisch und Fremdenzimmer, am Landestheater Tübingen die Minna von Barnhelm und Gott ist ein DJ, am  Saarländischen Staatstheater Saarbrücken Kabale und Liebe, am Theater Oberhausen Die drei Vögel, in Göttingen John Osbornes Blick zurück im Zorn und am Stadttheater Konstanz Lessings Emilia Galotti mit Claudia Hübschmann in der Titelrolle.
Daneben führte sie Regie an verschiedenen Berliner Bühnen. Bergmann, deren Lehrer unter anderem Manfred Karge und Peter Zadek waren, gab inzwischen mit François Veyrunes Kurse in Frankreich.
2006 inszenierte sie am Oldenburgischen Staatstheater die deutsche Erstaufführung von Sera Moore Williams Crash, 2008 dann Shakespeares Viel Lärm um nichts. Am Stadttheater Heidelberg inszenierte Bergmann nach der Uraufführung von Ulrike Syhas Gewerbe 2007 Ibsens Die Frau vom Meer, auch 2007 am Theater Lübeck die Bühnen-Adaptation von Ingmar Bergmans Herbstsonate und Ödön von Horváths Kasimir und Karoline.
2009 folgte erneut am Oldenburgischen Staatstheater die Oper Madama Butterfly von Giacomo Puccini und am Schauspielhaus Bochum die Adaption und Inszenierung von Vicki Baums Menschen im Hotel (mit Maja Beckmann und Peter Lohmeyer). Am Berliner Maxim-Gorki-Theater inszeniert sie 2010 die Uraufführung von Juliane Kanns Fieber mit Ruth Reinecke. 2011 folgen etwa am Münchner Volkstheater Ödön von Horváths Eine Unbekannte aus der Seine, am Theater Lübeck Yerma, am Oldenburgischen Staatstheater Tolstois Anna Karenina und am Wiener Burgtheater die Uraufführung von Die Froschfotzenlederfabrik. Neben Stücken am Burgtheater inszenierte sie in Wien auch am Theater in der Josefstadt Strindbergs Fräulein Julie. Für diese Inszenierung war sie für den Nestroy-Theaterpreis als Beste Regisseurin nominiert.
2015 inszenierte sie am Staatstheater Karlsruhe die Oper La Bohème von Giacomo Puccini sowie die Komödie Drei Schwestern von Anton Tschechow. In Schweden inszenierte sie am Staatstheater Malmö unter anderem Ein Sommernachtstraum und Die bitteren Tränen der Petra von Kant sowie 2017 in Uppsala eine eigene Fassung von Bizets Carmen. Neben Carmen und La Bohème hatte Bergmann auch La Douce an der Staatsoper Berlin und  Der Freischütz in Klagenfurt inszeniert.
2017 wurde bekanntgegeben, dass Bergmann 2018 Schauspieldirektorin des Badischen Staatstheaters Karlsruhe wird. Sie ist damit die erste Frau in dieser Position und eine der wenigen Frauen mit Leitungsfunktion in der Theaterwelt. Sie plant, entgegen Art. 3 Abs. 2 GG ausschließlich Frauen Regie führen zu lassen.
Am 6. Oktober 2018 eröffnete sie ihre erste Spielzeit am Staatstheater mit der Aufführung von Nora, Hedda und ihre Schwestern.
2019 wurde Bergmanns Adaption von Persona am Deutschen Theater Berlin und Malmö Stadsteater zum Theatertreffen nach Berlin eingeladen.

## Rezeption
Die Süddeutsche Zeitung nannte Bergmann 2011 „das explodierende Fräuleinwunder des deutschen Theaterbetriebs“.